# Олень Куля
Оле́нь Ку́ля (Axis kuhlii) — парнокопытное млекопитающее, эндемик индонезийского острова Бавеан (площадь — 196,27 км²), расположенного между островами Ява и Борнео. Видовой эпитет дан в честь немецкого зоолога Генриха Куля.

## Описание
Олень Куля внешне похож на родственный вид — свиного оленя, но в отличие от него имеет светло-коричневый окрас шерсти, без пятен, хвост — немного пушистый. Длина тела этих оленей — примерно 140 см, высота — примерно от 65 до 70 см, а вес — от 50 до 60 кг. Как и у многих лесных животных, тело в плечах несколько ниже, чем в бёдрах, что облегчает передвижение в густом подлеске. Рога у самцов относительно короткие, с тремя отростками.

## Образ жизни и питание
Олени Куля обитают в лесах. Днём они скрываются в густом подлеске, а ночью выходят на поиски корма. Они часто используют одни и те же места для сна и проложенные для быстрого передвижения тропы. Живут, как правило, поодиночке, иногда можно наблюдать также пары. Питание состоит из листьев и трав.

## Размножение
Спаривание может происходить круглогодично. Тем не менее, самки чаще рожают в период с февраля по июнь. Период беременности длится примерно от 225 до 230 дней. Как правило, на свет появляется один детёныш, близнецы рождаются редко. У детёнышей слабая пятнистая окраска, которая быстро исчезает.

## Природоохранный статус
Оленю Куля грозит вымирание. Главными факторами являются разрушение жизненного пространства и преследование одичавшими домашними собаками. В 2006 году популяция составляла примерно от 250 до 300 особей. МСОП причислил оленя Куля к вымирающим видам.

## Классификация
Иногда олень Куля, так же как и каламианский олень (Axis calamianensis), рассматривается не как самостоятельный вид, а как одичавшая форма свиного оленя, который был завезён на остров человеком. Тем не менее, вероятнее всего популяция представляет собой остатки распространённого в плейстоцене вида, который обитал на Бавеане, когда остров ещё был связан сушей с Явой.